# Concepció Bordalba i Simón
Concepció Bordalba i Simón, coneguda també amb el nom italianitzat Concetta Bordalba, (Barcelona, 1866 - Barcelona, 6 de juny de 1910) fou una soprano dramàtica catalana.
Va ser professora del Conservatori Superior de Música del Liceu, on va tenir com a alume destacada la soprano Elvira de Hidalgo.

## Biografia
Concepció Bordalba va néixer a Barcelona el 1862. Va iniciar els seus estudis als catorze anys al Conservatori del  Liceu, on va debutar amb la òpera de Marià Obiols Laura Debellan.
Posteriorment, es va traslladar a Milà, on va estudiar amb el mestre espanyol Federico Blasco. La seva presentació a Itàlia va tenir lloc al Teatro Carlo Felice de Gènova el 1887 amb Don Carlo, de Verdi, i a Venècia amb Il Trovatore.
Va viatjar per actuar arreu del món: Estats Units (març de 1889), Roma, Florència i Moscou cantant amb Masini òperes com Les Huguenots i Aida. Van seguir viatges a Guatemala i Màntua. També va actuar al Teatro Real de Madrid (1890-1891), en una companyia d'òpera italiana, i al Gran Teatre del Liceu de Barcelona               (temporada 1901-1902).
Dins del seu repertori excel·lí en obres com Mefistofele d'Arrigo Boito, i Lohengrin, de Wagner. La seva Elsa fou considerada per la crítica com una de les seves millors interpretacions.
Les característiques de la seva veu eren uns aguts molt potents, suavitat melodiosa en el registre mig, dolçor i delicadesa en l'emissió i en el dir i molt de treball dramàtic.